# ماسكابيديا سان جول (كيبك)
ماسكابيديا سان جول (بالإنجليزية: Cascapédia–Saint-Jules)‏ هي بلدية محلية في كيبيك تقع في كندا في Bonaventure Regional County Municipality.[بحاجة لمصدر]  يقدر عدد سكانها بـ 741 نسمة ومساحتها 161.40 كم2 .